# Cocriamont
Cocriamont est un hameau du village de Sart-Eustache situé en Région wallonne dans l'Entre-Sambre-et-Meuse).
Administrativement, il fait partie de la commune de Fosses-la-Ville et de la province de Namur (Belgique).

## Situation
Le hameau se situe entre les villages du Roux implanté au nord et Sart-Eustache à l'ouest. Il se raccorde par le nord à la chaussée de Charleroi (route nationale 922).

## Description
Cocriamont étire ses habitations le long de deux rues s'élevant en pente douce vers le sud : la rue de Cocriamont et la rue de Fontarciennes. Parmi les habitations de la rue de Cocriamont, quelques fermes en long du XIXe siècle ont été bâties en moellons de grès parfois blanchis. La rue de Fontarciennes compte des habitations récentes de type pavillonnaire. Le hameau est entouré au sud par des espaces boisés.

## Étymologie
Cocriamont est un nom de lieu assez répandu signifiant « mont au petit coq » (peut être croisé avec l’étymon « cucca » qui signifie « hauteur »), ou « au petit moulin » dans la mesure où le français « cocherel » ou « coquerel » signifie « petit coq, girouette » et par extension « moulin ». L’orthographe varie au cours du temps et peut prendre les formes telles que Cocquereaumont, Coquereaumont, Cocquiamont, Coquiamont, Cocriaumont, Cokeriaumont, … La forme actuelle « Cocriamont » est déjà attestée en 1832, 1843, alors que ce hameau dépend de Mettet.

## Histoire

### Cocriamont auXIIIesiècle
Juste avant son décès, Walterus de Bevene vend, en 1216, le Bois del Fielle (autre partie des Sarts) aux moines de l'abbaye d'Oignies-sur-Sambre. En effet, une charte du prieuré d'Oignies,,,, datant de janvier 1216, nous apprend que Walter de Biesme-lez-Fosses, aussi dénommée Biesme-la-Colonoise (soit Biesme, section de la commune de Mettet), a vendu à l'église d'Oignies "La moitié de tout le bois appelé la Fielle, situé près de Sart et près de Cocriamont". En effet, dans cette charte, les lieux nommés en latin médiéval "li Ferle" et "Cokeriaumont" correspondent respectivement au bois de la Fielle et au hameau actuel de Cocriamont. Quant au "Sartum", il correspond à Sart-Eustache, ou pour le moins, à l’implantation initiale de ce village, dénommé "Petit Sart", dans l’actuelle Terre du Blan, qui était donc déjà un essart.
En 1220, à Brogne (Mettet) est rédigée une charte, dans laquelle Robert, abbé de Lobbes et de Brogne, les moines du monastère bénédictin de Brogne ainsi que Hugues, le prévôt laïc de Bouvignes-sur-Meuse, représentant le comte de Namur, notifient et confirment que Gautier de Biesme (Mettet) a vendu aux frères du prieuré d'Oignies, avec le consentement de son suzerain Raoul de Fléron, la forêt Del Fielle (située entre Cocriamont et Sart-Eustache), et selon une autre source, la forêt appelée le Fierle.
Dans une charte du 26 janvier 1237, Jean d'Eppes, l'évêque de Liège, approuve la vente du bois Del Fielle faite au prieuré d'Oignies par Walter de Biesme, avec l'accord du chevalier Raoul de Fléron, et précise que le vendeur a reconnu ne plus avoir aucun droit sur ce bois ou sur la tenure de Cocriamont.
Le 19 mars 1237, Jean d'Eppes, l'évêque de Liège, notifie et confirme que Baudouin de Merbes-le-Château, gendre de Walter de Biesme (Mettet), a reconnu n'avoir aucun droit sur le bois Del Fielle et sur la tenure de Cocriamont – super silva de le Felle et tenuria de Cokeriamont – propriété du prieuré d'Oignies.
Le 4 juin 1250, A., le doyen de Fosse notifie et confirme, sur un parchemin dont on a perdu le sceau, que Marie, veuve d'Etienne Pestial, a vendu au prieuré d'Oignies un journal de terre à Cocriamont.
Une lettre datée de 1261, relative à la donation d’une dîme de Cocriamont, est inventoriée, mais le texte est perdu .

Un parchemin, daté du 22 janvier 1285, et portant le sceau du prince-évêque nous apprend que "Jean de Flandre, évêque de Liège, mande au doyen de Fosses de citer à quinzaine, devant ledit évêque, la communauté de la poesté de Biesme-lez-Fosses, pour prouver, contre le prieuré d'Oignies, ses droits d'usage dans le bois del Fielle". Le doyen répond à cette convocation le 25 janvier. Les maires, échevins et la communauté de Biesme font savoir à l’évêque, par lettre datée du 25 janvier, quels seront leurs représentants dans cette affaire, soit Jehan de Bossière, le maire de Biesme, Pierre le Clerc du Sart, et Bernard du Sart, échevin de Biesme. En effet, en cette année 1285, un procès oppose Biesme et le prieuré au sujet des droits d’usage dans le Bois de la Fiel. Le jugement est rendu, le 2 mars, par l’évêque, après avoir entendu en son palais de Liège, d’une part, les frères Philippe, chanoine, et Nicolas, convers pour le prieuré, et d’autre part, les deux procureurs de Biesme, Pierre et Bernard du Sart. Ce procès nous apprend ce qu’étaient les usages des habitants dans ce Bois del Fielle :
« En 1285, eut lieu un procès entre le prieuré d'Oignies qui avait des droits sur le bois del Fielle et Cocriamont, et les habitants de Biesme-la-Colonoise au sujet des droits d'usage que ceux-ci prétendaient avoir dans le bois del Fielle pour y laisser pâturer leurs bêtes. Ils invoquaient pour justifier leur demande une coutume concédant aux gens de Bievene (Biesme) et de Meting (Mettet), le droit de pâturage (droit d'encours ou de parcours) dans les bois compris dans les limites de ces deux paroisses. Un jugement de Jean, évêque de Liège, du 2 mars 1285, les débouta de leur demande et leur défendit de faire pâturer leurs bêtes dans le bois del Fielle appartenant au prieuré d'Oignies.
L'usage en question devait remonter à la plus haute antiquité, car Diodore de Sicile, historien grec du temps d'Auguste, rapporte (L. V.) que les Gaulois entretenaient d'immenses troupeaux de porcs qu'ils laissaient vaguer en pleine liberté dans les forêts et les pacages. Pour les rassembler on se servait du son du cor. Chaque canton avait ses communs ou parcours pour le pâturage du bétail et il y avait peine de mort contre ceux qui en auraient défriché quelque portion. ».

### Cocriamont auxXVeetXVIesiècles
Un record du 21 aout 1442, de l'échevinage de Fosse, concerne principalement les droits et les obligations de l'évêque et de l'avoué de Fosse, le seigneur de Morialmé. Ce record est édité par le maire de Fosse, Jehan de Warizoul, et six des sept échevins, Bernard du Sart, Philippart de Warizoul, Collar del Riole, Michiel de Warizoul, Herman le Brasseur, Jacquemin Godissart (le septième échevin, Hendrich de Got, était alors absent).

On y apprend notamment que, comme les six autres « maisons » – Malonne, Salzinnes, Graux (Mettet) appartenant à Aulne, Mettet et Corroy appartenant à Brogne, Stave appartenant à Bonnes-Fontaines – Cocriamont, appartenant au prieuré d'Oignies (« Cocquereaumont appartennant à Augnyes »), doit un service de corvées consistant à transporter les poissons capturés au Lac de Bambois (« grant vivier dont l'estanche - la digue - est sur la haulteur de monseigneur ») jusqu'en bord de Meuse ou de Sambre, selon la volonté du Prince-Evêque. Ils ont aussi à assurer le transport pour le rempoissonnement de ce Lac. Le Prince-Evêque livre alors les tonneaux nécessaires au transport, mais, le premier jour, ils sont à la charge des « maisons » assurant la corvée, tant pour ce qui concerne le Lac de Bambois que les autres viviers du Prince-Evêque. En cas de refus, il y aura saisie.
« […] Item les sept maisons, assçavoir Malonne, Salzennes, Cocquereaumont appartennant à Augnyes, Graux appartennant à Aulne, Metet et Coroy appartennant à Broingnes, Stave à ceulx de Bonnes-Fonteines, doibvent service de corwés, asscavoir de faire les voitures des poissons que on prend hors dudit vivier, pour les menner au rivage soit sur Meuse ou sur Sambre, à la voulenté de mon dit seigneur, et aussy de ramenner les rapeissonages en quelconcque place que on les achapte ; mais monseigneur libvre tonneaux le premier jour à leurs propres frais, et les aultres aux frais de mon dit seigneur, tant de ce vivier comme des aultres, toutteffois quànteffois que nécessité est et que par le sergant seroit ad ce commandés ; et ou cas de refus, on les pannes  pour mettre à obéissance, et doibvent le chariage del naselle quant besoing est. Monseigneur at encor ung aultre vivier nommé « le vivier de belles eawes », hors du jugement de Fosse, appartenant à la justice de Metet, qui est de semblable nature que le grant vivier devant dicte, comme les dis eschevins ont oyu dire. […]»
Fosses connaît aux XIVe et XVe siècles une série de guerres, de désastres naturels et de conflits internes. Le besoin se fait alors sentir de rappeler, dans des actes authentiques, différents usages, droits, obligations dont le souvenir aurait pu se perdre. En particulier, un autre record de l'échevinage de Fosses, daté du 26 avril 1557, confirme le record du 21 août 1442. Cela nous indique que cette pratique a continué et que, en 1557, les gens de Cocriamont étaient toujours astreints à cette corvée de transport de poissons.

### Cocriamont auXVIIIesiècle
Quand le prieuré d’Oignies est supprimé à la fin du XVIIIe siècle, il possède encore des biens et revenus dans ce qui fera partie du Fosses-la-Ville contemporain. Ainsi, il bénéficie de la dîme, en tout ou en partie, à Le Roux, et à la « cense de la Bellemotte », de l’exploitation du bois dans le bois del Fielle, des cens et rentes à Le Roux, Cocriamont, Sar-Saint-Laurent, Fond del Fielle. Les anciens documents ainsi que les registres de comptes font encore mention de biens ou de revenus à Sart-Eustache